# 2021年6月澳門暴雨
2021年6月澳門暴雨是指澳門於2021年6月初和下旬出現的惡劣天氣。在6月1日受低壓槽影響導致暴雨連場，當天曾三度發出紅色暴雨警告信號，更加發出在三級制暴雨警告信號系統實施後首個黑色暴雨警告信號，6月28日更發出當年和當月第二個黑色暴雨警告信號，6月1日和6月28日的暴雨令多區均出現不同程度的水浸。其中，6月22日發出紅雨及6月28日取消紅雨的時機曾引起了社會上極大爭議。

## 概述

### 2021年5月31日至6月2日
2021年5月31日開始，華南地區受到一道低壓槽影響，廣東多地出現多場暴雨，氣象局在2至3日前曾經預測澳門當日會受不穩定氣流影響；但因雷雨區的位置比預期偏東，主要集中在廣東的東部地區並沒有接近珠江口一帶，使澳門沒有下雨。 直至當晚，澳門開始逐漸受該低壓槽影響，氣象局於晚上7時50分發出特別信息，指未來2小時將有雷雨區影響澳門，氣象局於晚上8時15分發出雷暴警告信號至晚上11時45分取消。翌日凌晨12時30分，另一個雷雨區接近澳門，天氣逐漸變得不穩定，氣象局於凌晨12時35分再次發出雷暴警告，由於雨勢開始逐漸增強，氣象局於凌晨2時45分發出黃色暴雨警告信號，其後雨勢急劇增大，氣象局於凌晨4時25分改發紅色暴雨警告信號，並於35分鐘後改發該年首個黑色暴雨警告信號，此亦為2020年暴雨警告信號改制後首個黑色暴雨警告信號。雨勢主要集中在澳門半島，大炮台山、海事博物館和外港碼頭三個氣象站一度錄得每小時超過100毫米的降雨量，其中大炮台山氣象站於當日上午6時錄得最高總雨量為306毫米。因應雨勢減弱，氣象局於上午7時改發紅色暴雨警告信號，1小時後改發黃色暴雨警告信號，並於上午9時50分取消所有暴雨警告信號，雷暴警告亦在上午10時10分取消。因暴雨關係，教育及青年發展局於當天上午6時宣佈中學教育階段上午停課，小學、幼稚園和特殊教育階段全日停課。
6月1日中午，澳門天氣再轉趨不穩定，氣象局再次發出雷暴警告，並於下午2時15分再次發出黃色暴雨警告信號， 25分鐘後再改發紅色暴雨警告信號。因應雨勢減弱，氣象局於傍晚6時20分改發黃色暴雨警告信號，但雨勢在晚上再次增強，氣象局於晚上9時15分改發紅色暴雨警告信號，是次雨勢集中在離島區。 由於雨勢開始減弱，氣象局於晚上10時45分改發黃色暴雨警告，並於晚上11時20分取消所有暴雨警告訊號，雷暴警告亦在6月2日凌晨12時45分取消。

### 2021年6月22日至24日
2021年6月21日開始，華南地區再受到一道低壓槽影響，中國大陸南方多地出現多場暴雨，據珠海市氣象局分析原因是北方冷空氣異常加強，將低壓槽相連的季風雨帶回推到華南。此次過程具有季風降雨特點，累積雨量大，並且容易在夜間至凌晨時段啟動。 澳門方面，氣象局在數日前曾經預測澳門會再受不穩定氣流影響，天氣不穩定，有驟雨和雷暴且雨勢有時頗大；6月22日上午，澳門天氣變得不穩定，氣象局於上午6時20分發出特別提示指澳門在未來2小時受大驟雨影響。上午7時，氣象局發出雷暴警告信號，10分鐘後發出黃色暴雨警告信號，其後雨勢急劇增大，氣象局於上午7時50分改發紅色暴雨警告信號，5分鐘後教育及青年發展局宣佈中學教育階段上午停課，小學、幼稚園和特殊教育階段全日停課。 雨勢集中在澳門半島，其中北區的紀念孫中山公園錄得最高總雨量達80.6毫米，氹仔錄得最高雨量為35毫米，路環錄得最高雨量為39毫米。上午9時20分，氣象局取消所有暴雨警告信號，雷暴警告信號亦於上午11時30分取消。同日黃昏前後，澳門再受雷雨區影響；下午5時55分，氣象局作出預告指雷雨區將在2小時內抵達澳門並出現狂風暴雨。下午6時30分，氣象局發出雷暴警告信號；15分鐘後再次發出當日第二個黃色暴雨警告信號到晚上7時50分取消，及後於晚上8時取消雷暴警告信號。
6月23日，澳門再受低壓槽相關的強雷雨區影響；凌晨4時20分，氣象局發出特別信息指雷雨區於未來2小時內影響澳門。上午6時20分，氣象局發出雷暴警告信號，10分鐘後再發出特別信息指雷雨區於未來1小時內影響澳門。其後於上午6時40分發出黃色暴雨警告信號，30分鐘再改發紅色暴雨警告信號。因暴雨關係，教育及青年發展局宣佈中學教育階段上午停課，小學、幼稚園和特殊教育階段全日停課。上午9時35分，氣象局改發黃色暴雨警告信號，到上午10時40分取消所有暴雨警告信號。而雷暴警告信號在上午11時50分取消。
6月24日清晨起，澳門再受低壓槽相關的強雷雨區影響，不過雨勢較一、兩日前的暴雨稍弱；氣象局於清晨5時20分先發出雷暴警告信號，25分鐘後發出黃色暴雨警告信號，生效時間長達7小時，中午12時40分取消雷暴警告信號，5分鐘後取消黃色暴雨警告信號。

### 2021年6月28日
受活躍的西南氣流影響，澳門再受雷雨區影響，氣象局於凌晨2時15分發出提示指雷雨區將在2小時內影響澳門。凌晨2時45分，氣象局發出雷暴警告信號，及後雨勢增強，暴雨警告信號於不足一小時內由黃色升至最高的黑色。氣象局先於凌晨4時10分發出黃色暴雨警告信號，30分鐘改發紅色暴雨警告信號，再10分鐘後改發當年和當月第二個黑色暴雨警告信號，雨勢先集中在澳門半島後蔓延至氹仔一帶，澳門半島部分氣象站錄到超過100毫米一小時雨量。上午6時，雨勢減弱，氣象局改發紅色暴雨警告信號，25分鐘後改發黃色暴雨警告信號到上午8時30分取消所有暴雨警告信號。而雷暴警告信號於上午10時30分取消。

## 水龍捲
6月1日下午1時多，正值雷雨交加之際，有部分澳門市民拍攝到澳門半島外港東北海域出現水龍捲現象並持續數分鐘，經氣象局分析後證實出現水龍捲現象，並表示受低壓槽不穩定氣流所引起的。

## 紀錄

### 氣象紀錄
- 截至6月1日下午5時，最高一小時雨量錄得119.6毫米於大炮台山氣象站錄得，是自1964年以來第二高的每小時雨量記錄。僅次於1964年9月6日單日最高一小時雨量錄得125.1毫米。
- 截至6月1日下午5時，當日總雨量錄得400.4毫米同樣於大炮台山氣象站錄得，創下自1952年有記錄以來最高的日總雨量之首。截至6月1日晚上11時55分，大炮台山氣象站當日總雨量共錄得423.2毫米。

### 信號紀錄（6月1日）
- 單日連續3次發出、2次改發黃色暴雨警告訊號。
- 單日連續3次發出紅色暴雨警告訊號，1次改發取代黑色暴雨警告信號，首次發出時間為澳門第三短的紅色暴雨警告訊號。（2021年6月1日凌晨4時25分至5時，因改發黑色暴雨警告信號）
- 2020年澳門暴雨警告訊號改革為三級制後首次發出的黑色暴雨警告信號。
- 總生效時數第三長的暴雨警告信號，為暴雨警告信號三級制實施後最長，平2013年5月22日發出時數的紀錄。（9小時5分鐘）

### 信號紀錄（6月28日）
- 孫中山公園氣象站於設立後首次錄得超過100毫米的一小時雨量。
- 一個月內兩度發出黑色暴雨警告信號，當年內和2020年澳門暴雨警告訊號改革為三級制暴雨信號後第二次發出。

### 澳門各區降雨紀錄
- 6月1日

| 地點                          | 最高一小時降雨量 | 時間段 | 日降雨量 |
| ----------------------------- | ---------------- | ------ | -------- |
| 大炮台山                      | 119.6mm          | 05-06h | 423.4mm  |
| 紀念孫中山公園 （鴨涌河公園） | 86.8mm           | 05-06h | 265.8mm  |
| 海事博物館                    | 112.6mm          | 05-06h | 322.2mm  |
| 外港碼頭                      | 88.4mm           | 05-06h | 333.0mm  |
| 大潭山                        | 87.4mm           | 05-06h | 288.0mm  |
| 東亞運                        | 108.4mm          | 05-06h | 374.2mm  |
| 澳門大學                      | 58.6mm           | 05-06h | 309.8mm  |
| 路環分站                      | 46.4mm           | 16-17h | 318.2mm  |
| 九澳                          | 48.4mm           | 16-17h | 255.6mm  |

- 6月28日

| 地點                          | 最高一小時降雨量 | 時間段 | 日降雨量 |
| ----------------------------- | ---------------- | ------ | -------- |
| 大炮台山                      | 67.4mm           | 05-06h | 134.6mm  |
| 紀念孫中山公園 （鴨涌河公園） | 98.0mm           | 05-06h | 159.4mm  |
| 海事博物館                    | 64.4mm           | 05-06h | 129.0mm  |
| 外港碼頭                      | 46.4mm           | 05-06h | 112.4mm  |
| 大潭山                        | 52.2mm           | 06-07h | 98.8mm   |
| 東亞運                        | 68.0mm           | 06-07h | 114.2mm  |
| 澳門大學                      | 27.6mm           | 06-07h | 65.4mm   |
| 路環分站                      | 10.4mm           | 06-07h | 32.2mm   |
| 九澳                          | 16.0mm           | 06-07h | 48.0mm   |

### 澳門水浸紀錄
- 6月1日

下列列出前三位水浸高度︰
| 地點     | 水位高度 | 錄得最高水位時間段 |
| -------- | -------- | ------------------ |
| 永樂戲院 | 0.5m     | 06:06-06:13        |
| 光復街   | 0.49m    | 05:57-06:07        |
| 內港南   | 0.49m    | 06:10              |

- 6月28日

下列列出前三位水浸高度
| 地點     | 水位高度 | 錄得最高水位時間段 |
| -------- | -------- | ------------------ |
| 下環街   | 0.3m     | 05:09-05:11        |
| 光復街   | 0.3m     | 05:18              |
| 永樂戲院 | 0.27m    | 05:30              |

## 澳門各區情況（6月1日特大暴雨）
6月1日上午黑色暴雨警告訊號生效期間，多區出現水浸，水浸最高高度介乎0.5米左右於永樂戲院水位觀測站錄得，在水浸期間多處一片澤國，水深一度及滕，停泊在低窪地區的私家車或電單車都無一倖免，有電單車車主表示車輛受水浸影響導致零件受損或失靈，須前往車房花數千元進行維修；多個商戶都不例外受到不同程度的損失，損失金額數以千計或數以萬計，部分古董、古玩店損失較為嚴重。

### 北區
關閘廣場地下行車道曾出現水浸。 另外，望廈有工業大廈停車場被積水湧入導致整個停車場被大雨的雨水淹浸，水深及膝，多輛車輛需報廢或維修。

### 青洲
青洲是該次暴雨的重災區之一，其中貨倉區內的貨物都受到洪水淹浸，損失慘重。凌晨的大雨因大量雨水不停向內灌導致貨倉區貨物被淹浸，同樣地旁邊的青洲屠房都不能倖免，由於受水浸影響，計劃運載新鮮豬肉的貨車無法駛入屠場進行運輸，導致新鮮豬肉延遲到上午9時多才在各街市開賣，零售價沒受任何影響。

### 新橋區／沙梨頭
新橋區和沙梨頭是該次暴雨受影響地區之一，其中新橋區是該次暴雨的重災區之一，街邊停泊的電單車、私家車被浸，其中不少電單車車主抵達現場後沒力救車須前往車房維修。 同樣地，沙梨頭一帶不少店鋪的貨物被浸，不少店主正忙著清理後續。在較早前都受到暴雨影響而出現水浸，有私家車和多輛公共巴士在提督馬路拋錨導致交通癱瘓。

### 中區／南區
在清晨黑色暴雨警告生效期間，亞馬喇前地地下行車道和停車場出現嚴重水浸，其中亞馬喇前地地下停車場出口的擋水閘更不能阻擋洪水湧入，事後連接葡京酒店和永利酒店的一段行人隧道都同樣被淹浸。至於位於羅理基博士大馬路東方拱門及新口岸水塘地下行車道在黑色暴雨警告生效期間出現水浸，水深能淹浸整輛輕型車輛，並一度實施臨時交通措施。
盧廉若公園受水浸影響，公園內的池塘因水位上升導致附近道路如羅利老馬路和荷蘭園大馬路均受水浸影響，到上午稍後時間馬路上的水浸退卻，但公園內的積水仍未消退。南灣大馬路近八角亭更出現水浸，水浸波及位於教育及青年發展局總部的利高大廈地下停車場，其中地庫四層被雨水湧入導致大規模淹水，部分車輛被浸沒接近一半。在下午紅色暴雨警告訊號生效期間，虔信街望廈墳場一帶出現水浸，積水從虔信街蔓延至美副將大馬路近柏蕙花園附近，部分斑馬線和行人道均被積水淹蓋，途經車輛及行人均須涉水而行。到下午3時多，雨勢減弱，積水退卻。

### 內港區／西南區
內港、下環一帶同樣是水浸受影響地區之一，水浸情況一度水深及滕，多個商戶都不例外受到不同程度的損失，損失金額數以千計或數以萬計，部分古董、古玩店損失較為嚴重。
至於西南區方面，河邊新街於清晨近6時發生外牆脫落事件，一度有1男2女住戶被困後被消防救出。西灣灰爐斜巷發生山泥傾瀉一度要採取臨時交通措施。

### 離島
離島方面，氹仔卓家村附近的圓形地曾出現嚴重水浸，一度實施封路措施。氹仔舊城區也出現輕微水浸，氹仔小潭山葡京花園在上午暴雨期間發生山泥傾瀉，而氹仔北安信安馬路近澳巴車場在下午約3時紅色暴雨警告第三次生效期間亦發生山泥傾瀉事件，兩宗山泥傾瀉事件均沒造成人員傷亡。 另外，路氹城路環電廠圓形地和路環石排灣圓形地在上午、下午和晚上的暴雨期間出現水浸，一度要實施臨時交通措施。

### 珠澳出入境口岸
6月1日上午6時40分，珠海出入境部門通知澳門當局因珠海拱北口岸入境車道出口處和橫琴口岸出境車道出現水浸，須暫時關閉。直到上午10時多，珠海當局通知珠海拱北口岸入境車道出口處積水退卻並重開該車道，橫琴口岸出境車道因積水未退要暫時關閉，直到中午才重開。但下午再受暴雨影響，橫琴口岸出境車道再次因為出現水浸要暫時關閉，直到晚上稍後時間才重開。

### 部分政府設施
澳門博物館、氹仔黃營均圖書館、黑沙環青年活動中心等政府設施因受大雨或水浸影響須進行清理，在當天暫停開放。

## 相關反應（6月1日特大暴雨）

### 行政長官
6月1日，行政長官賀一誠出席完大賽車博物館翻新工程完成開幕式後會見傳媒，被傳媒問及當日早上暴雨的情況反應，他表示該場暴雨由午夜已經開始，他在上午時間已與氣象局人員保持密切溝通和聯繫，並表示暴雨和颱風預防情況或預測狀況各有不同，難以評估其嚴重性和影響性，並責成不同方面的改善和聽取社會對該方面意見作出改進。他同時強調雖然內港北雨水泵站雖完工在建造目的上是疏導內港一帶因大雨造成嚴重水浸的情況，但仍在進行不同方面階段的調試，並表示當日凌晨至早上的暴雨連珠海都受到嚴重水浸的影響需要暫停和封閉關閘和橫琴口岸離境車道通關車道通行，也對持有粵澳兩地牌通關出入境人士造成影響。水浸情況方面，幸好地大雨水浸期間正值潮汐退潮，使澳門相對災情情況已被珠海的情況不嚴重。 

### 行政法務司司長
6月22日，行政法務司司長張永春表示對新建的內港北雨水泵站在6月1日暴雨期間的運行情況作出事後評估，而泵站對該區水浸起到相當大的緩解作用。他同時表示非法排污情況導致渠網的排水能力下降，要求市政署加強執法和處罰。在改善渠網方面，市政署將開展各項渠網改建改造工程，並與外判公司會在雨季和水浸黑點加密清渠工作的頻率。同時於內港南、林茂等傳統低窪地區增建箱涵渠和雨水泵站，以解決水浸問題。

### 市政署
6月2日，市政署召開市政諮詢委員會舉行會議，介紹應變機制和改善工作，聽取意見。經初步分析，持續的特大暴雨是引致低窪地區出現水浸的主要原因，數據顯示，試運中的內港北雨水泵站對區內起到明顯的排澇的功能。市政署稱由氣象局發出黃色暴雨警告信號起，其緊急應變小組已戒備及駐守部分泵站。到凌晨5時改發黑色暴雨警告信號，多處出現水浸，小組人員持續在全澳各區開展巡查和疏通渠道工作，重點關注水浸地區的排水情況，並持續監察多個雨水泵房確保正常運作。雨勢減弱後，水浸亦於短時間內退卻。
對於南灣大馬路在6月1日暴雨出現水浸，市政署清渠人員在6月12日發現於南灣大馬路中華廣場垃圾房附近渠道溢出大量污水且嚴重淤塞，已隨即派員清理疏導，挖出大量油脂污垢，事件懷疑涉及附近部食肆沒有安裝合適的隔油井或沒有定期清理，將油污排入下水道，引致渠道淤塞，已即時派員巡查附近食肆隔油井運作，共巡查了周邊4間食肆，對其中3間違規場所發出實況筆錄並要求作出改善。

### 社區咨詢委員會
來自澳門婦女聯合總會的社諮委員朱愛莉在中區社區咨詢委員會召開平常會議時發言，指出為何沒有水浸預警以及為何內港北箱涵渠泵站發揮不到作用。她表示，該次6月1日的特大暴雨下環、司打口、內港及新橋區一帶全軍覆沒，連位處不會水浸的南灣大馬路八角亭一帶都不能倖免。她說：「氣象局完全沒有水浸預警，市民未能提前作出準備，不少商戶被浸，有新橋區的電器店東主反映損失不輕，亦有大量電單車被浸，倒在路邊，更有私家車被沖上行人路。」又指， 政府在接著的雨季中應讓市民有信心，同時也要檢討是次水浸的原因。
同時，來自澳門街坊會聯合總會的委員何永康在會上關注各區的排水能力。指出澳門在風季、雨季或天文大潮期間容易做成水浸，但現時澳門已是遇豪雨或暴雨都會水浸。雨量同時考驗澳門的抗洪或排水能力，但只要超出水平澳門各區就容易出現水浸。他說：「從澳門低窪地區以及地下行車隧道出現不同程度的水浸來看，澳門部份地區的排水能力似乎未能有效承受豪雨所帶來的降雨量。」同時表示，澳門的渠網排水能力已出現超負荷，需要全面規劃改善渠網問題，他強調：「有關部門盡快構思相關工作，加大渠網排水能力，配合泵房等解決澳門因豪雨所帶來的水浸。」

### 社會人士或團體
澳門立法會直選議員李靜儀和梁孫旭均表示，政府雖然進行多次預防水浸工程，但要優先解決水浸黑點的狀況，檢視相關排水設施，盡快完成防災減災基建計劃和其他相關各項工作。 
立法會直選議員林玉鳳望正視各雨水泵房的排水能力，早前內港北雨水泵站完工，政府當局早前更指泵房“待一場大雨見真章”，結果6月1日清晨的暴雨這次確實已見“真章”。她質疑該場大雨已超過泵房處理能力，並冀市政署加強額外檢查渠網，並加大雨水泵房抽水的能力。
立法會直選議員蘇嘉豪在社交平台上表示其位於沙欄仔街的議員辦事處被6月1日上午的暴雨淹水，導致該辦事處當天暫停開放，他在社交平台Facebook專頁發布帖文質疑政府相關部門在6月1日午夜至早上的暴雨沒有任何預警措施，並且在前幾次大暴雨或特大暴雨事件已累犯多次並且重覆犯上同樣的錯誤，以及質疑政府如何避免市民財產損失。翌日（6月2日）更提出書面質詢跟進氣象預警和治水基建的改革，他指出低窪地區居民在該次暴雨中措手不及，無法做好預防措施，水浸預警機制如何改進或快速引發。關於市政署如何解決內港北水浸的問題，他指出雖然內港北雨水泵站仍在試運，但該次6月1日黑色暴雨警告訊號生效期間沒有舒緩暴雨對內港十月初五街、沙欄仔街等一帶的水浸問題。他同時指出該次暴雨不僅內港地區受水浸影響，台山中街、青洲河邊馬路、新橋鏡湖馬路、連勝巷先鋒廟、沙梨頭提督馬路、望廈慕拉士大馬路、下環河邊新街、氹仔消防局前地等一帶都遭殃。在質詢上詢問當局該次水浸的主因以及如何提升有關多處受水浸影響的地方的防水浸能力和設施。
傳新澳門協會理事長兼任市政署市政諮詢委員會委員林宇滔認為政府應增加暴雨期間廣播，在黑色暴雨警告訊號生效時啟動民防機制包括在音頻喇叭作出警報，使居住低窪地區的人士或車主作出準備。同時認為市政署應認真檢討渠網維護管理出現的問題，因6月1日暴雨當天幕拉士大馬路和南灣大馬路近八角亭一帶罕有地出現水浸狀況，導致當局在清理渠網方面存在問題。
澳門街坊會聯合總會及多個地區街坊會表示應該加強疏通各區的渠網，透過不同途徑全面維護渠網安全性，盡快開展內港南排澇工程中加強跨部門合作並建造一些小型污水處理配套設施。同時，亞馬喇前地在6月1日清晨的暴雨被雨水淹浸，認為在該處改建地下公共巴士總站是不可行。氹仔方面，在6月1日當天黑色暴雨警告生效期間，多處出現嚴重水浸，以及部分地區出現山泥傾瀉，氹仔社區發展促進會副理事長林家全及李永健表示應加強颱風及雨季渠網疏通管理，加強對高風險的斜坡進行加固工程和持續監察，考慮加大善用“斜坡自動監測系統”，透過監測儀器實時監測斜坡狀態，以便及早採取預防措施，提高斜坡的安全預警。
正報社論指出，運輸工務司司長羅立文於2021年5月28日出席立法會會議回應議員提問時稱會將內港防洪牆及擋潮閘合併做，但2021年6月1日的暴雨揭示出澳門內在環境、配套問題。
澳門地區發展促進會表示對2021年6月1日的特大暴雨表示關注，指出水患問題是由於多年來城市發展欠缺規劃而造成的，在《總體規劃》草案中也未見詳細治水防洪方案，他認為治水不能只是個別做和局部做，是需跨部門合力並聯合附近珠海市協同防治，並提出四點建議。包括加強救災避險教育、及時發佈相關信息避免居民損失、組織跨部門合力並聯合附近灣區城市協同防治及把詳細治水防洪方案融入總體規劃方案中。
下環區坊會表示，暴雨成因是渠網的沙井雨水倒灌造成，亦令有的商戶猝不及防而造成損失。該坊會促請政府，加快推進內港南排澇治水工程建造，平時亦加強渠網的清淤工作，通過擴大渠網排水容量，提高渠網的排洪能力，加快形成相對完善的排澇防洪體系，確保居民和商戶的財產安全。
言起動力協會副總幹事蔡文政建議氣象局致力發展定量降雨預報及實時訊息在多平台公佈，以提醒低潌地區市民做好防範措施，以減少損失。

## 相關爭議和反應（6月22日暴雨）

### 市民反應和批評
在6月22日上午的暴雨，由於發出黃色暴雨警告信號和改發紅色暴雨警告信號的時間段正值大多數上班族上班和學生上學的尖峰時段，部分市民特別是學生家長對氣象局暴雨預警反應慢作出批評，更認為通知時間太倉卒。更有市民致電澳門電台中文頻道「phone in」節目澳門講場質疑氣象局預報天氣的能力，稱希望氣象局預報方面更加專業，以方便家長選擇是否送子女返學校。有家長致電該節目時表示對子女遭大雨淋至濕透感痛心，擔心會染病，質疑氣象局是否不能更早發出暴雨警告信號。同時，有家長理解暴雨在科學上難以預測，學校應該因應惡劣天氣對學生考勤酌情處理，家長不應把責任都放在他人身上。

### 教育及青年發展局
教育及青年發展局非高等教育廳廳長黃嘉祺表示，6月22日上午暴雨期間接獲氣象局通知發出紅色暴雨警告信號，已即時按機制處理有關停課事宜。按機制迅速通知傳媒及不同部門發布停課信息，向各校長、學校緊急聯絡人發布提醒信息，提醒學校應保持校園的開放，照顧已返校的學生。 他同時表示，在一般情況下，黃色暴雨警告信號生效期間，學校會因應實際情況酌情處理受天氣影響而遲到或缺勤的情況。至於有否收到禁止進入學校的投訴，他稱局方今早亦收到家長查詢停課情況並已跟進。黃嘉祺同時重申，當局發放停課信息必須按現有法律規定去做，不能主觀意願判斷是否停課，並需要因應氣象局專業判斷發放信息，強調已按機制即時向外發出停課信息。 同日晚上發出新聞稿，當局已聯繫各間學校，在黃色暴雨警告信號生效期間，學校應該酌情處理學生遲到、缺勤或倘有的評核，讓家長或學生因應當時天氣狀況，延緩出門時間。並要求學校，在停課期間須保持校園開放，及照顧已返抵學校的學生，不應要求學生立即折返，亦要安排適當教育活動。
6月23日，教青局再發出新聞稿，指會繼續通過多方面發佈暴雨停課信息，並向學校發出指引，在黃色暴雨警告訊號發出期間，學校可酌情處理考勤問題；在紅色和黑色暴雨警告信號生效期間，學校應保持校舍開放並安排學生進行適當的教育活動。另外，教青局於7月中旬舉行《學校運作指南》工作會議，將向學校負責人詳細介紹及收集暴雨警告訊號下的停課安排及建議。

### 地球物理暨氣象局
地球物理暨氣象局於6月22日傍晚發出新聞稿，對6月22日上午的暴雨十分關注，同時為市民出行帶來的不便，當局將持續優化工作致力將影響程度降低。當局指出氣象預測、預報工作同社會民生經濟息息相關，但按現今科技去較困難準確預測，要準確預測未來60分鐘大雨出現的地點、時間及雨量，難度相當大，加上澳門面積相對細小，亦增加了預報難度，未來將持續優化工作，致力將影響程度降低。同時不斷檢討和優化氣象局各方面的工作，提升各項預測和預報能力，同時感謝市民對氣象局工作的理解，並且加強與公眾方面的溝通。

### 社會各方之反應
對於6月22日上午暴雨發佈時間正處於尷尬時段，立法會直選議員施家倫和宋碧琪十分關注事件，認為兩局磨合多年，理應有成熟機制，大可避免“預測不及時”、“停課通知遲緩”等的擾民現象出現，促請當局在科學依據基礎之上，結合天氣實際情況，做好人性化停課通報工作。施家倫和宋碧琪指出收到多宗關於當天暴雨延發的投訴特別是學生家長，他們呼籲政府當局對外公佈兩局級的溝通流程，檢視各方面的不足作改善，同時引入預報技術改善和做好各項人性化的溝通工作。
立法會直選議員梁孫旭提到由於氣象局發出紅色暴雨警告信號生效時間正值上午八時至九時上班高峰時段，造成市民困擾，各區都出現交通擠塞的情況。希望氣象局優化各方面包括暴雨的氣象監測預報，妥善處理家長接送子女的安排；並呼籲僱主實施友善政策，彈性處理員工的遲到。
立法會間選議員林倫偉表示，應加強粵澳兩地氣象部門的交流，提升氣象局應對各突發天氣的預警能力。同時對各氣象警告作出多方面的宣傳，提升居民應對突發天氣的能力，同時作出口頭質詢指氣象局如何提升氣象預報的能力，同時加強對極端天氣的預警及發放方式外，宣傳亦是加強向市民介紹澳門氣象知識和對各警告信號作出認識。
傳新澳門協會理事長兼市政署市政諮詢委員會委員林宇滔表示，氣象局發出紅雨警告時間臨近學生上課時間，導致許多學生「來回（學校）又折返」，加劇混亂情況。他認為氣象局在發佈和生效警告上明顯喪失預警功能，並應考慮預報達到幾個目的，在預報上應更加人性化及以預報為目的，期望當局能改善有關情況，考慮實際情況提前發出相關信號。另一方面，教青局需予社會一個清晰的信息，應以學生和家長的安全為先，若正在前往學校的學生應安全留在學校，而在黃雨警告生效期間學生出現遲到等情況，學校需按照教青局指引酌情處理。家長方面也應按照實際情況，自己判斷究竟小朋友是否適合前往學校上課。

## 相關爭議和反應（6月23日暴雨）

### 學生認為發出暴雨警告時間仍不夠早
氣象局連續兩日發出紅色暴雨警告，學校亦停課。在新口岸，有學生返到學校才知道停課，亦有學校職員到校門外，通知送子女返學的家長今日停課。
有返到學校的學生稱，以為不會連續兩日停課，所以仍照常上學，搭車途中見到很多學生下車，相信是已知道停課。氣象局於早上7時10分發出紅色暴雨警告，這名學生表示，很多同學比她更早上學，認為暴雨警告發出的時間不夠早。

### 暴雨停課影響測驗
有學生稱，今個星期正值溫習週，連續兩日停課對學業有影響。有小學生稱，本來今日要測驗，現時停課，相信要押後到星期五，但同日亦有另一科測驗。

## 相關爭議、災情和反應（6月24日暴雨）

### 符合紅雨標準 卻只有黃雨
當日上午6時45分，大潭山氣象站一小時雨量曾一度錄得46.8毫米，符合約50毫米雨量發出紅色暴雨警告信號的標準，但澳門氣象局只維持黃色暴雨警告，再次引起市民爭議，並質疑氣象局昨日一小時雨量不足45毫米未達紅雨標準卻有紅雨，今日達紅雨標準卻只有黃雨。

### 教青局短期內修訂惡劣天氣學校處理措施
6月25日，教育及青年發展局表示，短期內將舉辦多場《學校運作指南》會議，修訂有關熱帶氣旋、暴雨及特殊天氣情況下學校應採取的處理措施。
教青局稱，近日天氣持續不穩，局方與學校溝通優化暴雨處理措施，包括黃雨警告下，家長或學生可因應天氣狀況，自行決定出門時間，學校不應視為遲到或缺勤，倘有的測考和評核會調整時間等。至於紅雨或黑雨下的停課，學校須一直開放並保持正常運作，不應要求已抵校的學生折返或留校後勸回。

### 路環巨石滾落山壓毀燈柱
當日下午1時多，九澳堤壩馬路近新監獄地盤發生山泥傾瀉，一塊體積約2.4米乘2米乘1.7米的巨石受天雨沖刷泥土鬆軟，從山坡滾下壓毁一條燈柱，橫亙路中，幸當時無人及車輛經過，否則後果堪虞。在場警員隨後通知電力公司派員跟進，工程人員到場後嘗試用鎚打斷燈柱不果，改以電鋸將燈柱分件鋸開移離現場，現場一度實施封閉交通。市政署人員亦到場了解情況，相信今次事件與上午的暴雨有關。

## 澳門各區情況（6月28日特大暴雨）
6月28日清晨黑色暴雨警告訊號生效期間，民防行動中心首次於警告生效期間啟動風暴潮低窪地區預警音頻喇叭作出廣播提示警告生效和出現水浸。多區出現不同程度水浸，水浸最高高度介乎0.3米左右，在水浸期間多處一片澤國，停泊在低窪地區的私家車或電單車都無一倖免，部分商鋪汲取六一暴雨的教訓在黑雨警告發出前做好防水浸準備。

### 澳門半島
紀念孫中山市政公園站曾一度錄得的每小時115.8毫米雨量紀錄，是該站成立以來錄得最高時雨量紀錄。
黑雨警告生效期間，青洲貨倉區再次嚴重水浸，據悉負責北灣防洪堤壩工程的承建商，不知何故又把排水渠口全部封鎖，幸之前因水浸損失慘重的袁先生事先著人升高貨物，才避免再受損失。同一時間，只見相關部門人員忙於疏通街渠去水。
在清晨5時許，氣象局在永樂戲院及光復街錄得超過 20厘米水浸。在下環街更錄得29厘米水浸。從氣象局網站的實視街景圖片，顯示於清晨約 5時 10分，永樂戲院門前出現水浸，途人和電單車要涉水而行。 有下環街的商戶表示最高水位浸至60厘米，雖然安裝防水閘但氣象局沒對當日天氣作出準確的預告。有市民同時表示冀相關部門繼續研究防水患問題。
受水浸影響，水塘馬路、亞馬喇前地地下行車道一度實施臨時交通措施並需要全線封閉。比厘喇馬忌士街一度實施臨時交通措施，所有車輛不能轉入該街道。

### 氹仔
上午6時許左右，氹仔波爾圖街出現水浸，一度實施臨時交通措施。
消防上午約7時30分接報，氹仔北安近澳巴車廠的山坡發生山泥傾瀉，面積約 5米乘 5米，並無波及車廠或道路。消防圍封現場，交由警方及相關部門跟進。

### 橫琴口岸澳門口岸區
治安警在上午8時表示，橫琴口岸進入橫琴的入境車道前地出現水浸，應珠海方面要求，暫時關閉橫琴口岸的離境車道，請駕駛者使用其他口岸離境。
及後治安警於上午9時半接獲珠海當局的通知，横琴口岸進入横琴的入境車道已恢復正常，澳門跨境車輛可繼續使用橫琴口岸離境。

## 相關爭議（6月28日特大暴雨）

### 過早改發黃雨
澳門氣象局當日上午6時25分改發黃色暴雨警告信號，取代紅色暴雨警告信號，被不少學生和市民在網上不同平台質疑，在上午6時半時澳門各區仍然下大雨及有嚴重水浸之際，但因雨勢進一步減弱，當局就提早改發黃色暴雨警告信號，其目的是為了避免早上6時半或之後，全澳各間學校面臨停課的問題，但氣象局沒有顧慮市面水浸狀況令學生難以上學。

### 多名學生誤以為仍發出紅雨而遲到
由於澳門氣象局在上午6時25分改發黃色暴雨警告信號，距離停課標準只差5分鐘，唯不少市民表示手機上接受到氣象局訊息，在上午6時30分時仍然顯示紅色暴雨警告生效中，令一些學生及家長誤以為今天停課。
培正中學校長高錦輝認為，當局改發黃色暴雨警告時間合適，在改發後的半小時雨勢明顯減弱，他在早上7時許乘搭巴士回校已較暢順。同時表示中學已完成考試不需要回校，其他學生逾 80人遲到，個別學生是誤以為紅雨警告仍生效不用上學，學校已按過去做法作彈性處理。

### 家長擔憂取消黃雨 學生會否當遲到
有家長擔憂，澳門氣象局在上午8時半取消所有暴雨信號，未知上課學生會否當遲到。

### 黃雨對測驗或考試日子影響大
澳門勞工子弟學校校長鄭杰釗稱，黃雨警告對平日上課影響不大，但對測驗或考試日子影響會相對大，學校為減低影響，把測驗或考試安排在第 5節課，當日早上老師亦有致電家長了解學生情況，部分同學遲到已獲彈性處理考勤。

## 鄰近地區情況

### 廣東省
6月1日，澳門鄰埠的珠海市同樣受該暴雨影響，市氣象台在早上和傍晚兩度發布暴雨紅色預警信號，並且是史上首次。 多區水浸情況非常嚴重，全市共有16處路段受到嚴重水浸，部分隧道和道路積水嚴重，導致車輛不能通行。珠海公交服務更於微博和微信官方賬號宣佈於上午6時45分暫停全市公交線路服務，直至上午7時40分左右水位退卻才恢復市內所有公交線路服務。 另一邊廂，廣東省內包括東莞、河源和惠州等都受到特大暴雨襲擊，部分地區更錄得超過每小時250毫米雨量，其中惠州龍門龍華鎮總雨量更達到400毫米，打破廣東3小時降雨量歷史紀錄。
6月22日上午，澳門鄰埠的珠海市同樣受該場暴雨影響，市氣象台於上午5時20分發布全市雷雨大風黃色預警和暴雨黃色預警信號，隨後於上午7時35分改發暴雨橙色預警信號，部分地區雨量達60毫米，香洲區獅山街道最大雨量達71.9毫米，到上午11時10分解除全市雷雨大風和暴雨預警。暴雨期間，部分地方出現積水或輕微水浸。 同樣地，廣東省內均受強降雨影響，其中深圳市一度發出當年首個暴雨紅色預警信號，全市進入暴雨緊急防禦狀態，全市托兒所、幼兒園、小學和中學停課。
6月23日，澳門鄰埠的珠海市再受暴雨影響，珠海市氣象局於上午一度發出全市暴雨橙色预警，斗門區更升級為暴雨紅色預警，該區雨量達到80毫米至100毫米，其他區域雨量達到約60毫米，市內部分地方出現積水或水浸。6月24日，珠海市再受暴雨影響，珠海市氣象台於6月24日6時55分將珠海市暴雨黃色預警升級為橙色預警，珠海日總雨量為147毫米，排名在當日廣東所有國家站的首位。
6月28日，珠海受強盛西南氣流影響，珠海市氣象局發出全市暴雨橙色預警，斗門區更發出暴雨暴雨紅色預警，但當地香洲區卻達到暴雨紅色預警的標準，不少珠海市民及學生家長在珠海市氣象局的官方微博批評不發出暴雨紅色預警，學生在暴雨中仍需上學。

### 香港
香港方面，受西南氣流相關雨帶影響，當地於6月28日凌晨開始下起大雨，香港天文台於清晨5時05分發出黃色暴雨警告信號，清晨5時55分改發紅色暴雨警告信號，再於上午8時20分發出當年首個黑色暴雨警告信號，當地教育局宣佈所有日校停課，當地股市上午交易時段取消並延至當天下午1時半開市。多區出現不同的水浸和山泥傾瀉，導致道路交通大受不同程度的影響。上午11時05分，天文台改發紅色暴雨警告信號，40分鐘後改發黃色暴雨警告信號到中午12時30分取消所有暴雨警告信號。